# اتفاقية حق التنظيم والمفاوضة الجماعية (1949)
اتفاقية حق التنظيم والمفاوضة الجماعية (1949) رقم 98 هي اتفاقية من اتفاقيات منظمة العمل الدولية. وهي إحدى الاتفاقيات الأساسية الثمانية للمنظمة.
وتقابلها من حيث المبدأ العام لحرية التنظيم اتفاقية حرية التنظيم وحماية الحق في التنظيم (1949) رقم 87.

## المحتوى
تشير ديباجة الاتفاقية رقم 98 إلى اعتمادها في 1 يوليو 1949. وبعد ذلك تتناول الاتفاقية، أولاً، حقوق أعضاء النقابات في التنظيم بشكل مستقل، دون تدخل من أصحاب العمل في المواد من 1 إلى 3. ثانياً، تتطلب المواد من 4 إلى 6 إنشاء حقوق إيجابية للمفاوضة المشتركة، وأن يعزز قانون كل دولة عضو ذلك.

### الحقوق في التنظيم
تنص المادة 1 على وجوب حماية العمال من التمييز عند انضمامهم إلى نقابة، وخاصةً شروط عدم انضمام أصحاب العمل إليها، والفصل من العمل، أو أي تحيز آخر بسبب عضويتهم في نقابة أو مشاركتهم في أنشطة نقابية. وتنص المادة 2 على عدم تدخل منظمات العمال وأصحاب العمل (أي النقابات العمالية واتحادات الأعمال) في منشآتها أو عملها أو إدارتها. وتحظر المادة 2(2)، على وجه الخصوص، سيطرة أصحاب العمل على النقابات من خلال "وسائل مالية أو غيرها" (مثل حصول نقابة على تمويل من صاحب عمل، أو تأثير صاحب العمل على هوية المسؤولين). وتنص المادة 3 على أن تُنفذ كل دولة عضو في منظمة العمل الدولية المادتين 1 و2 من خلال آلية مناسبة، مثل هيئة رقابة حكومية.

المادة 1
1. يجب أن يتمتع العمال بالحماية الكافية ضد أعمال التمييز المناهضة للنقابات فيما يتعلق بتوظيفهم.
2. وتنطبق هذه الحماية بشكل خاص على الأعمال التي تهدف إلى:
(أ) جعل توظيف العامل مشروطًا بعدم انضمامه إلى نقابة أو تنازله عن عضوية النقابة؛
(ب) التسبب في فصل العامل أو الإضرار به بأي شكل آخر بسبب عضويته في النقابة أو لمشاركته في أنشطة النقابة خارج ساعات العمل أو، بموافقة صاحب العمل، خلال ساعات العمل.
المادة 2
1. يجب أن تحظى منظمات العمال وأرباب العمل بحماية كافية ضد أي تدخل من كل طرف أو وكلائه أو أعضائه في تأسيسها أو عملها أو إدارتها.
2. وعلى وجه الخصوص، تُعتبر الأفعال التي تهدف إلى تعزيز تأسيس منظمات العمال تحت سيطرة أرباب العمل أو منظمات أرباب العمل، أو دعم منظمات العمال بوسائل مالية أو غيرها بهدف وضع هذه المنظمات تحت سيطرة أرباب العمل أو منظمات أرباب العمل، أفعال تدخل وفقًا لمعنى هذه المادة.
المادة 3
يجب إنشاء آليات مناسبة للظروف الوطنية، عند الضرورة، بهدف ضمان احترام الحق في التنظيم كما هو معرف في المواد السابقة.

### الحق في المفاوضة المشتركة
تتناول المادة 4 مسألة المفاوضة المشتركة وحيث تشترط أن يشجع القانون "التطوير الكامل والاستخدام الفعّال للآليات الخاصة بالتفاوض الطوعي" بين منظمات العمال وجماعات أرباب العمل لتنظيم العمل "عن طريق الاتفاقيات الجماعية". تنص المادة 5 على أنه يجوز للقانون الوطني أن يفرّق في القوانين الخاصة بالشرطة والقوات المسلحة، وأن الاتفاقية لا تؤثر على القوانين القائمة عند تصديق دولة عضو في منظمة العمل الدولية على الاتفاقية. أما المادة 6 فتمنح استثناءً إضافيًا "لوضع الموظفين العموميين الذين يعملون في إدارة الدولة".

المادة 4
يجب اتخاذ التدابير المناسبة للظروف الوطنية، عند الضرورة، لتشجيع وتعزيز التطور الكامل والاستخدام الفعّال للآليات الخاصة بالتفاوض الطوعي بين أرباب العمل أو منظمات أرباب العمل ومنظمات العمال، بهدف تنظيم شروط وأحكام العمل عن طريق الاتفاقيات الجماعية.
المادة 5
1. يحدد القانون أو اللوائح الوطنية مدى تطبيق الضمانات المنصوص عليها في هذه الاتفاقية على القوات المسلحة والشرطة.
2. وفقًا للمبدأ الوارد في الفقرة 8 من المادة 19 من دستور منظمة العمل الدولية، لا يُعتبر تصديق أي عضو على هذه الاتفاقية أنه يؤثر على أي قانون أو حكم أو عرف أو اتفاق قائم بموجبه يتمتع أعضاء القوات المسلحة أو الشرطة بأي حق مضمَّن في هذه الاتفاقية.
المادة 6
لا تتناول هذه الاتفاقية وضع الموظفين العموميين العاملين في إدارة الدولة، ولا يجوز تفسيرها على أنها تمس حقوقهم أو وضعهم بأي شكل من الأشكال.

### الأحكام الإدارية
تنص المادة 7 على وجوب إبلاغ المدير العام لمنظمة العمل الدولية بالمصادقات على الاتفاقية. تنص المادة 8 على أن الاتفاقية ملزمة فقط للدول التي صدقت عليها، رغم أن إعلان 1998 جعل هذا الأمر غير صحيح تمامًا، إذ أصبحت الاتفاقية ملزمة كحقيقة عضوية في منظمة العمل الدولية. تتناول المادتان 9 و10 المناطق الخاصة التي قد تُطبق فيها الاتفاقية أو تُعدل. تشير المادة 11 إلى إمكانية الانسحاب من الاتفاقية، ولكن مرة أخرى، وبسبب إعلان 1998، لم يعد بإمكان دولة عضو في منظمة العمل الدولية أن تدعي عدم التزامها بالاتفاقية، إذ أصبحت مبدأً أساسيًا في القانون الدولي. تنص المادة 12 على أن المدير العام سيُبقي جميع الأعضاء على اطلاع بالدول التي انضمت إلى الاتفاقية. تنص المادة 13 على أن هذا الإبلاغ يُرسل إلى الأمم المتحدة. تنص المادة 14 على أن الهيئة الحاكمة لمنظمة العمل الدولية تُعد تقارير عن تطبيق الاتفاقية. تتناول المادة 15 التعديلات على الاتفاقية (ولم تتم أية تعديلات حتى الآن)، وتنص المادة 16 على أن النسختين الإنجليزية والفرنسية لهما نفس السلطة القانونية.

## التصديقات

التصديقات على الاتفاقية

صادقت الدول التالية على اتفاقية منظمة العمل الدولية رقم 98:
| البلد                       | التاريخ        | ملاحظات                                                                  |
| --------------------------- | -------------- | ------------------------------------------------------------------------ |
| ألبانيا                     | 3 يونيو 1957   |                                                                          |
| الجزائر                     | 19 نوفمبر 1962 |                                                                          |
| أنغولا                      | 4 يونيو 1976   |                                                                          |
| أنتيغوا وباربودا            | 2 فبراير 1983  |                                                                          |
| الأرجنتين                   | 24 سبتمبر 1956 |                                                                          |
| أرمينيا                     | 12 نوفمبر 2003 |                                                                          |
| أستراليا                    | 28 فبراير 1973 |                                                                          |
| النمسا                      | 10 نوفمبر 1951 |                                                                          |
| أذربيجان                    | 19 مايو1992    |                                                                          |
| باهاماس                     | 25 مايو 1976   |                                                                          |
| بنغلاديش                    | 22 يونيو 1972  |                                                                          |
| باربادوس                    | 8 مايو 1967    |                                                                          |
| بيلاروسيا                   | 6 نوفمبر 1956  | صدّقت باعتبارها جمهورية بيلاروس الاشتراكية السوفيتية                      |
| بلجيكا                      | 10 ديسمبر 1953 |                                                                          |
| بليز                        | 15 ديسمبر 1983 |                                                                          |
| بنين                        | 16 مايو 1968   |                                                                          |
| بوليفيا                     | 15 نوفمبر 1973 |                                                                          |
| البوسنة والهرسك             | 2 يونيو 1993   |                                                                          |
| بوتسوانا                    | 22 ديسمبر 1997 |                                                                          |
| البرازيل                    | 18 نوفمبر 1952 |                                                                          |
| بلغاريا                     | 8 يونيو 1959   |                                                                          |
| بوركينا فاسو                | 16 أبريل 1962  |                                                                          |
| بوروندي                     | 10 أكتوبر 1997 |                                                                          |
| Cabo Verde                  | 3 أبريل 1979   |                                                                          |
| كمبوديا                     | 23 أغسطس 1999  |                                                                          |
| الكاميرون                   | 3 سبتمبر 1962  |                                                                          |
| كندا                        | 14 يونيو 2017  | دخلت حيّز التنفيذ ابتداء من 14 يونيو 2018                                 |
| جمهورية إفريقيا الوسطى      | 9 يونيو 1964   |                                                                          |
| تشاد                        | 8 يونيو 1961   |                                                                          |
| تشيلي                       | 1 فبراير 1999  |                                                                          |
| كولومبيا                    | 16 نوفمبر 1976 |                                                                          |
| جزر القمر                   | 23 أكتوبر 1978 |                                                                          |
| Congo                       | 26 نوفمبر 1999 |                                                                          |
| جمهورية الكونغو الديمقراطية | 16 يونيو 1969  |                                                                          |
| كوستاريكا                   | 2 يونيو 1960   |                                                                          |
| ساحل العاج                  | 5 مايو 1961    |                                                                          |
| كرواتيا                     | 8 أكتوبر 1991  |                                                                          |
| كوبا                        | 29 أبريل 1952  |                                                                          |
| قبرص                        | 24 مايو 1966   |                                                                          |
| التشيك                      | 1 يناير 1993   |                                                                          |
| الدنمارك                    | 15 أغسطس 1955  |                                                                          |
| جيبوتي                      | 3 أغسطس 1978   |                                                                          |
| دومينيكا                    | 28 فبراير 1983 |                                                                          |
| جمهورية الدومينيكان         | 22 سبتمبر 1953 |                                                                          |
| الإكوادور                   | 28 مايو 1959   |                                                                          |
| مصر                         | 3 يوليو 1954   |                                                                          |
| غينيا الاستوائية            | 13 أغسطس 2001  |                                                                          |
| إريتريا                     | 22 فبراير 2000 |                                                                          |
| إستونيا                     | 22 مارس 1994   |                                                                          |
| إثيوبيا                     | 4 يونيو 1963   |                                                                          |
| فيجي                        | 19 أبريل 1974  |                                                                          |
| فنلندا                      | 22 ديسمبر 1951 |                                                                          |
| فرنسا                       | 26 أكتوبر 1951 |                                                                          |
| الغابون                     | 29 مايو 1951   |                                                                          |
| غامبيا                      | 4 سبتمبر 2000  |                                                                          |
| Georgia (country)           | 22 يونيو 1993  |                                                                          |
| ألمانيا                     | 8 يونيو 1956   |                                                                          |
| غانا                        | 2 يوليو 1959   |                                                                          |
| اليونان                     | 30 مارس 1962   |                                                                          |
| غرينادا                     | 9 يوليو 1979   |                                                                          |
| غواتيمالا                   | 13 فبراير 1952 |                                                                          |
| غينيا بيساو                 | 21 فبراير 1977 |                                                                          |
| غينيا                       | 26 مارس 1959   |                                                                          |
| غويانا                      | 8 يونيو 1966   |                                                                          |
| هايتي                       | 12 أبريل 1957  |                                                                          |
| هندوراس                     | 27 يونيو 1956  |                                                                          |
| المجر                       | 6 يونيو 1957   |                                                                          |
| آيسلندا                     | 15 يوليو 1952  |                                                                          |
| إندونيسيا                   | 15 يوليو 1957  |                                                                          |
| العراق                      | 27 نوفمبر 1962 |                                                                          |
| أيرلندا                     | 4 يونيو 1955   |                                                                          |
| إسرائيل                     | 28 يناير 1957  |                                                                          |
| إيطاليا                     | 13 مايو 1958   |                                                                          |
| جامايكا                     | 26 ديسمبر 1962 |                                                                          |
| اليابان                     | 20 أكتوبر 1953 |                                                                          |
| الأردن                      | 12 ديسمبر 1968 |                                                                          |
| كازاخستان                   | 18 مايو 2001   |                                                                          |
| كينيا                       | 13 يناير 1964  |                                                                          |
| كيريباتي                    | 3 فبراير 2000  |                                                                          |
| الكويت                      | 9 أغسطس 2007   |                                                                          |
| قرغيزستان                   | 31 مارس 1992   |                                                                          |
| لاتفيا                      | 27 يناير 1992  |                                                                          |
| لبنان                       | 1 يونيو 1977   |                                                                          |
| ليسوتو                      | 31 أكتوبر 1966 |                                                                          |
| ليبيريا                     | 25 مايو 1962   |                                                                          |
| ليبيا                       | 20 يونيو 1962  |                                                                          |
| ليتوانيا                    | 26 سبتمبر 1994 |                                                                          |
| لوكسمبورغ                   | 3 مارس 1958    |                                                                          |
| جمهورية مقدونيا             | 17 نوفمبر 1991 |                                                                          |
| مدغشقر                      | 3 يونيو 1998   |                                                                          |
| مالاوي                      | 22 مارس 1965   |                                                                          |
| ماليزيا                     | 5 يونيو 1961   |                                                                          |
| جزر المالديف                | 4 يناير 2013   |                                                                          |
| مالي                        | 2 مارس 1964    |                                                                          |
| مالطا                       | 4 يناير 1965   |                                                                          |
| موريتانيا                   | 3 ديسمبر 2001  |                                                                          |
| موريشيوس                    | 2 ديسمبر 1969  |                                                                          |
| Republic of Moldova         | 12 أغسطس 1996  |                                                                          |
| منغوليا                     | 3 يونيو 1969   |                                                                          |
| الجبل الأسود                | 3 يونيو 2006   |                                                                          |
| المغرب                      | 20 مايو 1957   |                                                                          |
| موزمبيق                     | 23 ديسمبر 1996 |                                                                          |
| ناميبيا                     | 3 يناير 1995   |                                                                          |
| نيبال                       | 11 نوفمبر 1996 |                                                                          |
| هولندا                      | 22 ديسمبر 1993 | التصديق يستثني أروبا، وكوراساو، وسينت مارتن، والجزر الكاريبية الهولندية. |
| نيوزيلندا                   | 9 يونيو 2003   |                                                                          |
| نيكاراجوا                   | 31 أكتوبر 1967 |                                                                          |
| النيجر                      | 23 مارس 1962   |                                                                          |
| نيجيريا                     | 17 أكتوبر 1960 |                                                                          |
| النرويج                     | 17 فبراير 1955 |                                                                          |
| باكستان                     | 26 مايو 1952   |                                                                          |
| بنما                        | 16 مايو 1966   |                                                                          |
| بابوا غينيا الجديدة         | 1 مايو 1976    |                                                                          |
| باراغواي                    | 21 مارس 1966   |                                                                          |
| بيرو                        | 13 مارس 1964   |                                                                          |
| الفلبين                     | 12 ديسمبر 1953 |                                                                          |
| بولندا                      | 25 فبراير 1957 |                                                                          |
| البرتغال                    | 1 يوليو 1964   |                                                                          |
| رومانيا                     | 26 نوفمبر 1958 |                                                                          |
| Russian Federation          | 10 أغسطس 1956  | صدّقت باعتبارها الاتحاد السوفياتي                                         |
| رواندا                      | 11 أغسطس 1988  |                                                                          |
| سانت كيتس ونيفيس            | 4 سبتمبر 2000  |                                                                          |
| سانت لوسيا                  | 14 مايو 1980   |                                                                          |
| سانت فينسنت والغرينادين     | 21 أكتوبر 1998 |                                                                          |
| ساموا                       | 30 يونيو 2008  |                                                                          |
| سان مارينو                  | 19 ديسمبر 1986 |                                                                          |
| ساو تومي وبرينسيب           | 17 يونيو 1992  |                                                                          |
| السنغال                     | 28 يوليو 1961  |                                                                          |
| صربيا                       | 24 نوفمبر 2000 | صدّقت باعتباره صربيا والجبل الأسود                                        |
| سيشل                        | 4 أكتوبر 1999  |                                                                          |
| سيراليون                    | 13 يونيو 1961  |                                                                          |
| سنغافورة                    | 25 أكتوبر 1965 |                                                                          |
| سلوفاكيا                    | 1 يناير 1993   |                                                                          |
| سلوفينيا                    | 29 مايو 1992   |                                                                          |
| جزر سليمان                  | 13 أبريل 2012  |                                                                          |
| الصومال                     | 22 مارس 2014   |                                                                          |
| جنوب إفريقيا                | 19 فبراير 1996 |                                                                          |
| جنوب السودان                | 29 أبريل 2012  |                                                                          |
| إسبانيا                     | 20 أبريل 1977  |                                                                          |
| سريلانكا                    | 13 ديسمبر 1972 |                                                                          |
| السودان                     | 18 يونيو 1957  |                                                                          |
| سورينام                     | 5 يونيو 1996   |                                                                          |
| سوازيلاند                   | 26 أبريل 1978  |                                                                          |
| السويد                      | 18 يوليو 1950  |                                                                          |
| سويسرا                      | 17 أغسطس 1999  |                                                                          |
| سوريا                       | 7 يونيو 1957   |                                                                          |
| طاجيكستان                   | 26 نوفمبر 1993 |                                                                          |
| تنزانيا                     | 30 يناير 1962  | صدقت باعتبارها تنجانيقا                                                  |
| Timor Leste                 | 16 يونيو 2009  |                                                                          |
| توغو                        | 8 نوفمبر 1983  |                                                                          |
| ترينيداد وتوباغو            | 24 مايو 1963   |                                                                          |
| تونس                        | 15 مايو 1957   |                                                                          |
| تركيا                       | 23 يناير 1952  |                                                                          |
| تركمانستان                  | 15 مايو 1997   |                                                                          |
| أوغندا                      | 4 يونيو 1963   |                                                                          |
| أوكرانيا                    | 14 سبتمبر 1956 | صدقت باعتبارها جمهورية أوكرانيا الاشتراكية السوفيتية                     |
| المملكة المتحدة             | 30 يونيو 1950  |                                                                          |
| أوروغواي                    | 18 مارس 1954   |                                                                          |
| أوزبكستان                   | 13 يوليو 1992  |                                                                          |
| فانواتو                     | 28 أغسطس 2006  |                                                                          |
| فنزويلا                     | 19 ديسمبر 1968 |                                                                          |
| فيتنام                      | 5 يوليو 2019   |                                                                          |
| اليمن                       | 14 أبريل 1969  | صدقت باعتبارها اليمن الجنوبي                                             |
| زامبيا                      | 2 سبتمبر 1996  |                                                                          |
| زيمبابوي                    | 27 أغسطس 1998  |                                                                          |

## روابط خارجية
- نص الاتفاقية (بالإنجليزية)
- التصديقات (بالإنجليزية)